# رونييليتون دوس سانتوس
رونييليتون دوس سانتوس (بالبرتغالية: Roniéliton Pereira Santos‏) (مواليد 28 أبريل 1977) هو لاعب كرة قدم. يلعب مع منتخب البرازيل لكرة القدم منذ عام 1999.

## وصلات خارجية
- رونييليتون دوس سانتوس على موقع الاتحاد الدولي (مؤرشف)  (الإنجليزية)
- رونييليتون دوس سانتوس على موقع رابطة كرة القدم اليابانية للمحترفين (اليابانية)
- رونييليتون دوس سانتوس على موقع قاعدة بيانات كرة القدم.إي يو (الإنجليزية)
- رونييليتون دوس سانتوس على موقع ناشيونال فوتبول تيمز (الإنجليزية)
- رونييليتون دوس سانتوس على موقع Soccerway.com (الإنجليزية)
- رونييليتون دوس سانتوس على موقع عالم كرة القدم.نت (الإنجليزية)
- National Football Teams